# Lonnie Walker
Lonnie Walker IV (Reading, Pensilvania, 14 de diciembre de 1998) es un baloncestista estadounidense que pertenece a la plantilla del Maccabi Tel Aviv B.C. de la Ligat ha'Al israelí. Con 1,93 metros de estatura, juega en la posición de escolta.

## Trayectoria deportiva

### Primeros años
Jugó durante su etapa de instituto en el Reading High School de su ciudad natal, donde en su última temporada promedió 18,4 puntos por partido, convirtiéndose en el máximo anotador de la historia del centro, con 1828 puntos, superando al exjugador profesional Donyell Marshall. Llevó además a su equipo al primer campeonato estatal en sus 117 años de historia, logrando 22 puntos y 8 rebotes en la final.

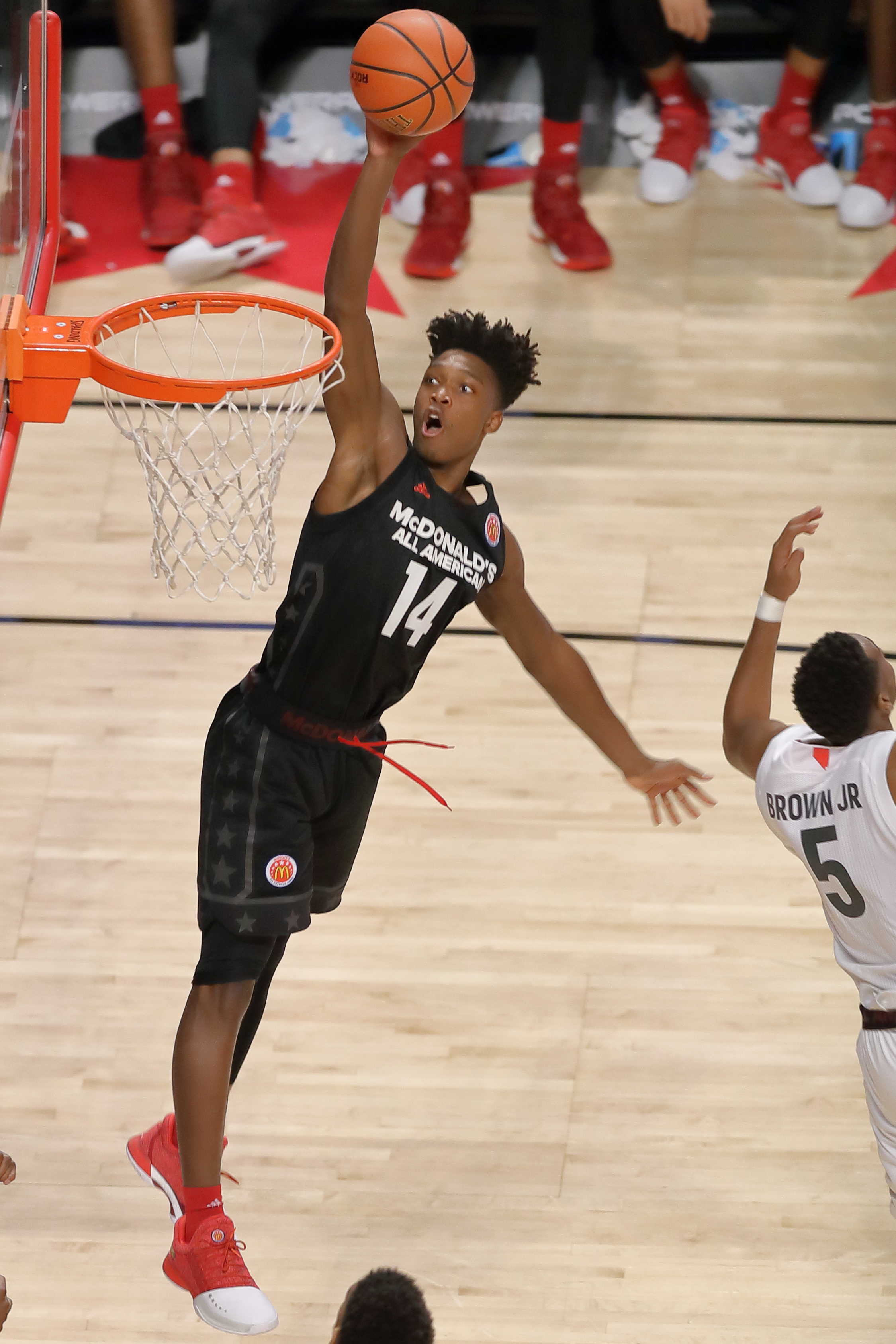
Walker en el McDonald's All-American Game de 2017.

Fue elegido para diputar los prestigiosos McDonald's All-American Game, y el Jordan Brand Classic, donde fue elegido mejor jugador del partido.

### Universidad
Jugó una temporada con los Hurricanes de la Universidad de Miami, en la que promedió 11,5 puntos, 2,6 rebotes y 1,9 asistencias por partido. Fue incluido en el mejor quinteto freshman de la Atlantic Coast Conference.
Al término de la temporada anunció que renunciaba al resto de su carrera universitaria para entrar en el Draft de la NBA de 2018. Fue seleccionado en la posición 18 del draft por los San Antonio Spurs.

#### Estadísticas
| Año     | Equipo | PJ | PT | MPP  | %TC  | %3P  | %TL  | RPP | APP | ROB | TPP | PPP  |
| ------- | ------ | -- | -- | ---- | ---- | ---- | ---- | --- | --- | --- | --- | ---- |
| 2017–18 | Miami  | 32 | 18 | 27.8 | .415 | .346 | .738 | 2.6 | 1.9 | .9  | .5  | 11.5 |

### Profesional
Fue elegido en la decimoctava posición del Draft de la NBA de 2018 por San Antonio Spurs. Tras jugar en el filial de la G League, los Austin Spurs, debutó en la NBA el 3 de enero de 2019 ante Toronto Raptors, logrando tres puntos y un rebote.
Tras cuatro temporadas en San Antonio, el 30 de junio de 2022, firma un contrato por un año y $6,5 millones con Los Angeles Lakers.
El 2 de julio de 2023 firma como agente libre con Brooklyn Nets.
A finales de agosto de 2024 firma por una temporada con Boston Celtics, pero es cortado el 19 de octubre antes del inicio de la temporada.
El 30 de octubre firma por el Žalgiris Kaunas de la liga lituana.
Tras un breve paso por Lituania, el 18 de febrero de 2025 regresa a la NBA al firmar por dos años y $3,7 millones con los Philadelphia 76ers.
El 24 de julio de 2025 firmó un contrato de tres años con el Maccabi Tel Aviv B.C. de la Ligat ha'Al israelí. El contrato tiene un valor aproximado de 10 millones de dólares brutos. El acuerdo incluye cláusulas de salida de la NBA para 2025, 2026 y 2027.

## Estadísticas de su carrera en la NBA

### Temporada regular
| Año     | Equipo       | PJ  | PT | MPP  | %TC   | %3P  | %TL  | RPP | APP | ROB | TPP | PPP  |
| ------- | ------------ | --- | -- | ---- | ----- | ---- | ---- | --- | --- | --- | --- | ---- |
| 2018-19 | San Antonio  | 17  | 0  | 6.9  | .348  | .385 | .800 | 1.0 | .5  | .4  | .2  | 2.6  |
| 2019-20 | San Antonio  | 61  | 12 | 16.2 | '.426 | .406 | .721 | 2.3 | 1.1 | .5  | .2  | 6.4  |
| 2020-21 | San Antonio  | 60  | 38 | 25.4 | .420  | .355 | .814 | 2.6 | 1.7 | .5  | .3  | 11.2 |
| 2021-22 | San Antonio  | 70  | 6  | 23.0 | .407  | .314 | .784 | 2.6 | 2.2 | .6  | .3  | 12.1 |
| 2022-23 | L.A. Lakers  | 56  | 32 | 23.2 | .448  | .365 | .858 | 1.9 | 1.1 | .5  | .3  | 11.7 |
| 2023-24 | Brooklyn     | 58  | 0  | 17.4 | .423  | .384 | .763 | 2.2 | 1.3 | .6  | .3  | 9.7  |
| 2024-25 | Philadelphia | 20  | 7  | 23.9 | .420  | .354 | .800 | 3.2 | 2.5 | .5  | .3  | 12.4 |
| Total   | Total        | 342 | 95 | 20.5 | .422  | .356 | .795 | 2.3 | 1.5 | .5  | .3  | 10.0 |

### Playoffs
| Año   | Equipo      | PJ | PT | MPP  | %TC  | %3P  | %TL  | RPP | APP | ROB | TPP | PPP |
| ----- | ----------- | -- | -- | ---- | ---- | ---- | ---- | --- | --- | --- | --- | --- |
| 2019  | San Antonio | 6  | 1  | 3.5  | .375 | .000 | —    | .3  | .5  | .0  | .0  | 1.0 |
| 2023  | L.A. Lakers | 13 | 0  | 13.8 | .483 | .382 | .750 | .9  | .8  | .5  | .1  | 6.2 |
| Total | Total       | 19 | 1  | 10.5 | .471 | .371 | .750 | .7  | .7  | .4  | .1  | 1.0 |